# Cearachelys
Cearachelys es un género extinto de tortuga pleurodira que vivió hace unos 80 millones de años. El género es monotípico, solo abarcando a la especie tipo Cearachelys placidoi.
El nombre del género se debe a Ceará, el estado brasileño en el que se descubrió. El nombre de la especie es en honor de Placido Nuvens, el director del Museu Paleontologico de Santana do Cariri.
En 2001, los restos de dos esqueletos casi completos de tortugas del Cretácico Inferior de la Formación Santana fueron usados para describir a Cearachelys placidoi. Ambos especímenes provienen del Miembro Romualdo de la formación en lo que ahora es el noroeste de Brasil. El espécimen tipo, etiquetado tentativamente como MPSC-sin catalogar (para el Museu Paleontologico de Santana do Cariri en donde se aloja el espécimen), consiste de un cráneo incompleto, el caparazón, unas pocas vértebras del cuello y algunos fragmentos de huesos de extremidades. El segundo espécimen, TUTg 1798 es un fósil mucho más completo que tiene la mayor parte del esqueleto axial y apendicular. Aunque este ejemplar es oriundo de la misma localidad, de hecho fue adquirido por el museo ocho años antes, en 1993. Un tercer espécimen fragmentario fue identificado en 2007 como perteneciente a C. placidoi. El espécimen, MN-6760-V, consistente de un caparazón y plastrón casi completos fosilizados que miden alrededor de 20 centímetros de largo.
La especie fue identificada como una tortuga pleurodira basándose en el número de características anatómicas distintivas – mayormente la disposición de los elementos óseos en su cráneo y la sujeción de su cintura pélvica al caparazón. Análisis posteriores de sus elementos craneales llevaron a su clasificación en la familia Bothremydidae. No obstante, estos también lo diferencian de los otros miembros de la familia. Su relación más cercana parece ser con un taxón que apareció mucho después, la tortuga del Cretácico Superior Galianemys de Marruecos. Ambos géneros poseen un hueso yugal algo retraído, una característica no vista en otros botremídidos. En un artículo publicado en 2006 sobre la filogenia de las pleurodiras extintas, Gaffney unió a estos dos géneros cercanamente relacionados en la tribu Cearachelyini.